# Nick Rimando
Nicholas Paul "Nick" Rimando (17 de Junho de 1979, Montclair, Califórnia) é um ex-jogador de futebol norte-americano que jogou pela última vez pelo Real Salt Lake, e pela Seleção de Futebol dos Estados Unidos.
Atualmente é o recordista de jogos pelo Real Salt Lake, com mais de 270 jogos, além de ser o jogador a mais tempo a servido do clube, com mais de dez anos.

## Títulos
- DC United
  - MLS Cup: 2004
  - Conferência Oeste da MLS: 2004
- Real Salt Lake
  - MLS Cup: 2009
  - Campeão da Conferência Oeste da MLS: 2009

Individual
- Jogador Mais Valioso da MLS Cup: 2009
- MLS All-Star: 2010